# Havlatjärnen
Havlatjärnen är en sjö i Malung-Sälens kommun i Dalarna och ingår i Dalälvens huvudavrinningsområde. Sjön har en area på 0,0699 kvadratkilometer och ligger 559,8 meter över havet.

## Delavrinningsområde
Havlatjärnen ingår i det delavrinningsområde (674870-136243) som SMHI kallar för Utloppet av Södra Almsjön. Medelhöjden är 515 meter över havet och ytan är 22,89 kvadratkilometer. Räknas de 9 avrinningsområdena uppströms in blir den ackumulerade arean 84,15 kvadratkilometer. Alman som avvattnar avrinningsområdet har biflödesordning 3, vilket innebär att vattnet flödar genom totalt 3 vattendrag innan det når havet efter 414 kilometer. Avrinningsområdet består mestadels av skog (72 procent) och sankmarker (15 procent). Avrinningsområdet har 0,9 kvadratkilometer vattenytor vilket ger det en sjöprocent på 3,9 procent.